# Menominee (Míchigan)
Menominee es una ciudad ubicada en el condado de Menominee en el estado estadounidense de Míchigan. En el Censo de 2010 tenía una población de 8599 habitantes y una densidad poblacional de 605,86 personas por km².

## Geografía
Menominee se encuentra ubicada en las coordenadas 45°7′20″N 87°37′25″O / 45.12222, -87.62361. Según la Oficina del Censo de los Estados Unidos, Menominee tiene una superficie total de 14.19 km², de la cual 13.34 km² corresponden a tierra firme y (5.99%) 0.85 km² es agua.

## Demografía
Según el censo de 2010, había 8599 personas residiendo en Menominee. La densidad de población era de 605,86 hab./km². De los 8599 habitantes, Menominee estaba compuesto por el 96.69% blancos, el 0.43% eran afroamericanos, el 0.93% eran amerindios, el 0.48% eran asiáticos, el 0.01% eran isleños del Pacífico, el 0.24% eran de otras razas y el 1.22% pertenecían a dos o más razas. Del total de la población el 1.42% eran hispanos o latinos de cualquier raza.